# Vivianne Pasmanter
Vivianne Pasmanter, née le 24 mai 1971 à São Paulo, est une actrice brésilienne.

## Filmographie

### Télévisée
| 1990 | Rá-Tim-Bum               | Fada Madrinha                       | Episódio: "Cinderela"                                                      |
| 1991 | Helena                   | Débora Meirelles                    |                                                                            |
| 1993 | Femmes de sable          | Malu Assunção                       |                                                                            |
| 1994 | Educação Para o Trânsito | Ela mesma                           |                                                                            |
| 1994 | Você Decide              |                                     | Episódios: "Passarinhos e Gaviões", "Amor e Morte" e "Sexo falado é sexo?" |
| 1995 | A Próxima Vítima         | Irene Ribeiro                       |                                                                            |
| 1996 | Alén, luz de luna        | Vera Hardoy                         | Novela Argentina                                                           |
| 1996 | Anjo de Mim              | Lavínia                             |                                                                            |
| 1997 | Destinées                | Laura Saboya Trajano                |                                                                            |
| 1999 | O Belo e as Feras        | Teca                                | Episódio: "Mulher de Amigo Meu pra Mim é Ótimo!"                           |
| 1999 | Andando nas Nuvens       | Elisabete Montana Rocha             |                                                                            |
| 2000 | Uga-Uga                  | Maria João Portella                 |                                                                            |
| 2003 | Kubanacan                | Lorena Velásquez                    |                                                                            |
| 2006 | Páginas de la vida       | Isabel Fernandes                    |                                                                            |
| 2008 | Casos e Acasos           | Suzana                              | Episódios: "O Colchão, a Mala e a Balada"                                  |
| 2008 | Você Está Aqui           | Fabiana / Beth                      | Episódios: "15 Minutos" e "Agora Você Tem Duas Opções"                     |
| 2008 | Guerra & Paz             | Dra. Silvia                         | Episódios: "Maníacos & Depressivos"                                        |
| 2009 | Tudo Novo de Novo        | Karen Vilela                        |                                                                            |
| 2010 | Tempos Modernos          | Regeane Cordeiro                    |                                                                            |
| 2012 | As Brasileiras           | Maria Eduarda Stein                 | Episódios: "A Venenosa de Sampa"                                           |
| 2014 | Em Família               | Shirley Soares Esteves              |                                                                            |
| 2015 | Totalmente Demais        | Liliane de Bocaiuva Monteiro (Lili) |                                                                            |
| 2017 | Novo Mundo               | Germana Ferreira                    |                                                                            |